# Boucheporn
Boucheporn (fràncic lorenès Boschborn) és un municipi francès situat al departament del Mosel·la i a la regió del Gran Est. L'any 2007 tenia 566 habitants.

## Demografia

### Població
El 2007 la població de fet de Boucheporn era de 566 persones. Hi havia 233 famílies, de les quals 51 eren unipersonals (8 homes vivint sols i 43 dones vivint soles), 79 parelles sense fills, 91 parelles amb fills i 12 famílies monoparentals amb fills.
La població ha evolucionat segons el següent gràfic:
Habitants censats

### Habitatges
El 2007 hi havia 244 habitatges, 230 eren l'habitatge principal de la família i 14 estaven desocupats. 196 eren cases i 46 eren apartaments. Dels 230 habitatges principals, 179 estaven ocupats pels seus propietaris, 44 estaven llogats i ocupats pels llogaters i 6 estaven cedits a títol gratuït; 1 tenia una cambra, 8 en tenien dues, 28 en tenien tres, 44 en tenien quatre i 149 en tenien cinc o més. 194 habitatges disposaven pel capbaix d'una plaça de pàrquing. A 94 habitatges hi havia un automòbil i a 106 n'hi havia dos o més.

### Piràmide de població
La piràmide de població per edats i sexe el 2009 era:
| Homes | Edats   | Dones |
| ----- | ------- | ----- |
| 0     | 95 o +  | 0     |
| 0     | 90 a 94 | 0     |
| 0     | 85 a 89 | 8     |
| 4     | 80 a 84 | 0     |
| 16    | 75 a 79 | 4     |
| 8     | 70 a 74 | 4     |
| 20    | 65 a 69 | 28    |
| 0     | 60 a 64 | 8     |
| 16    | 55 a 59 | 8     |
| 20    | 50 a 54 | 20    |
| 28    | 45 a 49 | 24    |
| 36    | 40 a 44 | 40    |
| 4     | 35 a 39 | 8     |
| 16    | 30 a 34 | 16    |
| 24    | 25 a 29 | 16    |
| 16    | 20 a 24 | 20    |
| 24    | 15 a 19 | 32    |
| 20    | 10 a 14 | 28    |
| 8     | 5 a 9   | 20    |
| 8     | 0 a 4   | 12    |

## Economia
El 2007 la població en edat de treballar era de 392 persones, 272 eren actives i 120 eren inactives. De les 272 persones actives 244 estaven ocupades (141 homes i 103 dones) i 28 estaven aturades (11 homes i 17 dones). De les 120 persones inactives 35 estaven jubilades, 39 estaven estudiant i 46 estaven classificades com a «altres inactius».

### Ingressos
El 2009 a Boucheporn hi havia 215 unitats fiscals que integraven 535 persones, la mediana anual d'ingressos fiscals per persona era de 19.361 €.

### Activitats econòmiques
Dels 17 establiments que hi havia el 2007, 1 era d'una empresa de fabricació d'altres productes industrials, 1 d'una empresa de construcció, 4 d'empreses de comerç i reparació d'automòbils, 1 d'una empresa d'hostatgeria i restauració, 1 d'una empresa d'informació i comunicació, 1 d'una empresa financera, 2 d'empreses immobiliàries, 2 d'empreses de serveis, 3 d'entitats de l'administració pública i 1 d'una empresa classificada com a «altres activitats de serveis».
Dels 3 establiments de servei als particulars que hi havia el 2009, 1 era un taller de reparació d'automòbils i de material agrícola, 1 electricista i 1 perruqueria.
L'únic establiment comercial que hi havia el 2009 era una adrogueria.
L'any 2000 a Boucheporn hi havia 4 explotacions agrícoles.

## Equipaments sanitaris i escolars
El 2009 hi havia una escola elemental.

## Poblacions més properes
El següent diagrama mostra les poblacions més properes.